# Kada Al-Matin
Kada Al-Matin (arab. قضاء المتن, ang. Matn/Metn District) – jednostka administracyjna w środkowym Libanie, należąca do Muhafazy Dżabal Lubnan. Stosuje się też dla niego nazwę Północny Al-Matin, gdyż obejmuje tylko część historycznego regionu, pozostały fragment wchodzi w skład dystryktów Kada Babda i Kada Alajh. Dystrykt zamieszkiwany jest przede wszystkim przez ludność chrześcijańską, w tym przez mniejszość ormiańską. 

## Wybory parlamentarne
Na okręg wyborczy, obejmujący Północny Al-Matin (dystrykt Al-Matin), przypada 8 miejsc w libańskim Zgromadzeniu Narodowym (4 maronitów, 2 prawosławnych, 1 Ormianin i 1 grekokatolik).